# Desh
Desh est une œuvre de danse contemporaine écrite en collaboration entre la chorégraphe belge Anne Teresa De Keersmaeker et le danseur Salva Sanchis. Elle est créée en 2005 pour trois danseurs sur des ragas de musique indienne structurant l'œuvre.

## Historique
Desh a été écrit en collaboration entre Anne Teresa De Keersmaeker et le danseur Salva Sanchis, qui fut un ancien élève de l'école P.A.R.T.S. sur différents ragas indiens ayant nourri l'inspiration des chorégraphes. Raga Desh a constitué le point de départ de l'écriture.

## Structure
Desh est composé de cinq parties :
1. Raga Desh duo féminin sur Raga Desh joué par Ustad Sayeeduddin Dagar
2. Raag Khamaj solo féminin sur Raag Khamaj joué par Hariprasad Chaurasia
3. Tavil Tani trio sur Tavil Tani joué par Haridwaramangalam A.K. Palanivel
4. India solo masculin sur India de John Coltrane (1961)
5. Duhn trio sur Dhun joué par Hariprasad Chaurasia

## Fiche technique
- Chorégraphie : Anne Teresa De Keersmaeker et Salva Sanchis
- Danseurs à la création : Marion Ballester, Anne Teresa De Keersmaeker, Salva Sanchis
- Musique : Musique indienne et John Coltrane
- Scénographie : Jan Joris Lamers (lumières)
- Costumes : Anke Loh
- Production : Compagnie Rosas, La Monnaie et le Théâtre de la Ville, l'Opéra de Rouen
- Première : février 2005 à La Monnaie de Bruxelles
- Représentations : ?
- Durée : ?